# Exocentrus gardneri
Exocentrus gardneri là một loài bọ cánh cứng trong họ Cerambycidae.